# Шахматов, Евгений Владимирович
Евге́ний Влади́мирович Шахматов (род. 15 января 1954, Куйбышевская область) — российский учёный, академик РАН (2022). Ректор Самарского университета, директор института акустики машин при Самарском университете, доктор технических наук, профессор. Специалист в области динамики и виброакустики сложных технических систем, автор и соавтор свыше 300 научных трудов, в том числе 9 монографий, 10 учебных пособий, свыше 30 изобретений..
Ведёт преподавательскую работу: читает курсы лекций по теории автоматического управления, автоматике и регулированию двигателей, руководит аспирантурой и докторантурой, под его руководством защищено 12 кандидатских диссертаций и 2 докторские диссертации. Председатель двух докторских диссертационных советов, член экспертного совета ВАК по машиностроению Минобрнауки России.